# Karl Georg Albrecht Ernst von Hake
Karl Georg Albrecht Ernst von Hake (Kremmen, 8 agosto 1768 – Napoli, 19 maggio 1835) è stato un generale prussiano, capo di Stato Maggiore e ministro della Guerra.

## Biografia
Sin dall'infanzia von Hake fu preparato per una carriera nella corte prussiana. Nel 1780 divenne paggio di Federico il Grande, nel 1785 entrò come alfiere nel Reggimento della Guardia dell'esercito prussiano  e nel 1788 divenne sottotenente (Sekondeleutnant).
Nel febbraio 1793 fu destinato allo Stato Maggiore; servendo agli ordini di Carlo Guglielmo Ferdinando di Brunswick-Wolfenbüttel, si mise in luce nella battaglia di Pirmasens durante le guerre rivoluzionarie contro la Francia; per quest'azione venne decorato (3 aprile 1814) con la Pour le Mérite.
Nel 1799 divenne aiutante del feldmaresciallo von Möllendorf; il 1º maggio 1809 divenne direttore della 1ª divisione del dipartimento generale della Guerra presso il ministero della Guerra (1. Division des allgemeinen Kriegsdepartements).

### Il primo incarico di ministro
Nel febbraio 1810 rilevò l'incarico di capo del dipartimento dell'economato militare e, dal giugno, quello di capo del dipartimento generale della Guerra (non essendo permesso alla Prussia dai termini della Pace di Tilsit di organizzare un vero e proprio Stato Maggiore), già del generale von Scharnhorst. Hake ebbe il posto ad interim, essendo ancora in carica Scharnorst, che solo formalmente aveva rassegnato le dimissioni in seguito a pressioni francesi.
Von Hake fu quindi il primo ad essere alla testa di entrambi i dipartimenti del ministero della Guerra, che solo più tardi vennero riuniti formalmente nella stessa persona, quando fu creata la figura di ministro della Guerra. Tenne l'incarico sino all'agosto 1813, e ancora fra il novembre 1819 e l'ottobre 1833: con 17 anni in totale è il ministro della Guerra rimasto più a lungo in carica.
Nel 1812 fu inserito da Federico Guglielmo III nei ranghi dei maggior generali, dopo che aveva presentato una lettera di dimissioni. La richiesta venne respinta. Nel 1813, mentre Scharnhorst si dedicava alla guerra incipiente, divenne responsabile della preparazione e mobilitazione.
Dopo l'adesione dell'Austria all'alleanza antifrancese von Hake fu destinato come rappresentante della Prussia al quartier generale del maggior generale Schwarzenberg. Prese parte alla successiva guerra della Sesta coalizione contro la Francia combattendo in più occasioni, fra cui alla battaglia di Waterloo, al comando di una brigata nel corpo d'armata di von Bülow. Più tardi guidò gli assedi di Mézières e di Sedan.

### Il secondo incarico di ministro
Nel suo secondo incarico di ministro della Guerra, dopo le dimissioni di von Boyen del 26 dicembre 1819, ebbe diverse priorità: imbastire nuove alleanze militari, mettere in piedi la cavalleria, costruire caserme.
Ebbe a che fare in questa seconda fase della sua carriera con non poche avversità, ad esempio lo Stato si trovava in difficoltà di natura finanziaria e vi erano resistenze da più parti nei confronti della coscrizione obbligatoria. Un altro problema era la Landwehr, sempre più indipendente, che von Hake doveva prestare attenzione a non urtare.
Per crescenti problemi di salute von Hake lasciò l'incarico il 20 ottobre 1833 e si ritirò a vivere in Italia, dove morì, a Napoli, nel 1835.